# Juno Mak
Pour les articles homonymes, voir Mak et  MAK.
Juno Mak (chinois : 麥浚龍), né le 18 mars 1984, est un chanteur, producteur musical, acteur et réalisateur hongkongais.
Il a fait ses débuts musicaux en 2002 avec l'EP On the Road. Ses albums ont remporté trois fois le prix du meilleur disque lors de la cérémonie des Ultimate Song Chart Awards.
Il a fait ses débuts de réalisateur avec le film d'horreur Rigor Mortis en 2013.

## Biographie

### Carrière

#### Musique
Bien qu'il ait remporté des prix à ses débuts, la rumeur a couru plus tard que ses fans étaient des groupies professionnelles embauchées gagnant jusqu'à 150 HKD de l'heure, et en 2002, il a été hué par le public lors d'une cérémonie de remise de prix.

#### Film
En 2013, Mak réalise le film Rigor Mortis, qui rend hommage au genre jiangshi des années 1980. En 2015, il est annoncé que Mak réalisera le thriller policier Fung lam fo saan (Sons of the Neon Night).

### Enquête anti-corruption
En 2003, Mak, son père et un certain nombre de dirigeants de l'industrie musicale de TVB et Universal Music HKs sont arrêtés dans le cadre d'une enquête sur une prétendue escroquerie de pots-de-vin contre des récompenses. L'affaire est finalement retirée sans qu'aucune charge ne soit retenue.

## Discographie
- On The Road (2002)
- Next Step (2003)
- Proto (2004)
- Otherside (2005)
- Walking Underneath (New + Best Selection) (2005)
- Chapel Of Dawn (2007)
- Words Of Silence (2008)
- Why (2008)
- The Dream (天生地夢) (2009)
- Nothing Lasts Forever (New + Best Selection) (2010)
- No-mind (無念) (2011)
- Paradoxically, Yours (柔弱的角) (2014)
- Addendum (2015)
- Evil Is a Point of View (2016)
- The Album Part One (avec Kay Tse ; 2018)
- The Album and the Rest Of It (avec Kay Tse ; 2019)
- The Album and the End of It (avec Kay Tse ; 2020)

## Filmographie

### Crédits de réalisation
| Année | Titre            | Crédité comme | Crédité comme | Crédité comme | Notes                                                       |
| Année | Titre            | réalisateur   | scénariste    | Producteur    | Notes                                                       |
| ----- | ---------------- | ------------- | ------------- | ------------- | ----------------------------------------------------------- |
| 2011  | Let's Go! (en)   | Non           | Non           | Oui           |                                                             |
| 2013  | Rigor Mortis     | Oui           | Oui           | Oui           | Nominé – Golden Horse Award du meilleur nouveau réalisateur |
| 2025  | Fung lam fo saan | Oui           | Oui           | Oui           |                                                             |

### Rôles d'acteur
Au cinéma
| Année | Film                                    | Rôle           |
| ----- | --------------------------------------- | -------------- |
| 2003  | Truth or Dare: 6th Floor Rear Flat (en) | Nick           |
| 2010  | Dream Home                              | Gros flic      |
| 2010  | Revenge: A Love Story (en)              | Chan Kit       |
| 2011  | Let's Go! (en)                          | Lee Siu Sheung |

À la télévision
| Année | Film                | Rôle         |
| ----- | ------------------- | ------------ |
| 2003  | Survivor's Law (en) | Ma Ching-Kin |